# Альгамбрський едикт

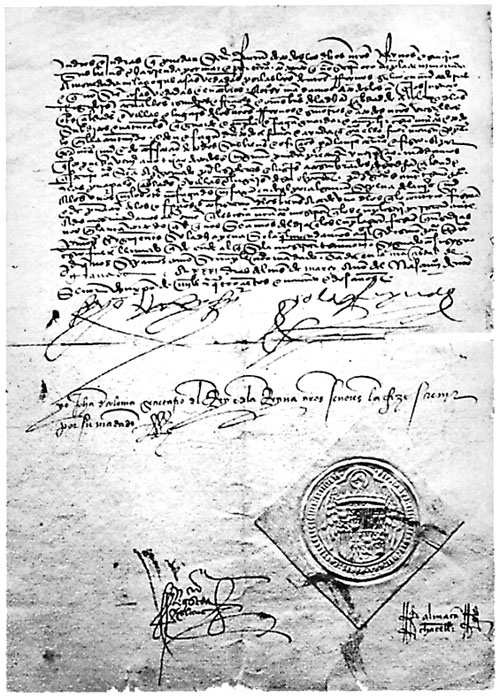
Третя та остання сторінка Альгамбрського декрету з підписами короля, королеви, королівського секретаря Хуана де Коломи та королівською печаткою

Альгамбрський едикт — королівський едикт, що був підписаний 31 березня 1492 року об'єднаними Католицькими королями Ізабеллою I Кастильською і Фернандо II Арагонським, та зобов'язував усіх євреїв, що проживали у той час на території Іспанії, покинути володіння іспанської корони не пізніше 31 липня того ж року.
Але, до 31 липня всіх євреїв виселити не вдалося, тож остаточний термін продовжили до 2 серпня 1492 року.
Підписанням цього декрету, відомим в історії як Вигнання євреїв з Іспанії, було розпочато низку безпрецедентних гонінь сторіччями осілого та цілком інтегрованого народу із Іберійського півострова. Значна частина іспанських євреїв, які під великим тиском обернулися в християнство, та зневажливо називалися населенням «маранами», стала мішенню Іспанської інквізиції, що невтомно перевіряла підозрюваних на міцність християнських переконань та передавала засуджених до страти на вогні через аутодафе.
Хоча Альгамбрський (Гранадський) едикт було скасовано лише 16 грудня 1968 року, євреям було дозволено повертатися до Іспанії уже після ліквідації Інквізиції у 1834 році та утворення нової конституційної монархії із правом вільного віросповідання у 1868 році. Від 1868 до 1968 євреям дозволялося жити в Іспанії, однак не практикувати юдаїзм.
Із сусідньої Португалії євреїв вигнали в 1496 році за наказом короля Мануеля I.